# Muzeum Minerałów w Kudowie-Zdroju
Muzeum Minerałów w Kudowie-Zdroju – prywatne muzeum z siedzibą w Kudowie-Zdroju. Placówka jest prowadzona przez firmę jubilerską Sokołowski z siedzibą w Lipie k. Bolkowa, należącą do Beaty Sokołowskiej. Muzeum ma siedzibę w budynku przy ul. Zdrojowej 41, a wejście do niego znajduje się od strony Parku Zdrojowego.
W ramach muzealnej ekspozycji prezentowane są gromadzone od 40 lat okazy z kolekcji Wojciecha Sokołowskiego. Na wystawie prezentowane są:
- kamienie szlachetne, m.in. agaty, jaspisy i ametysty,
- minerały: kryształ górski, odmiany siarki, pochodzące z nieczynnej kopalni w Machowie oraz okazy wydobywane w Dalniegorsku oraz Kerczu,
- skamieliny, m.in. jaja dinozaurów z pustyni Gobi oraz skamieniałe drzewa z Kotliny Kłodzkiej,
- egzemplarz meteorytu, pochodzący z Afryki.

Muzeum jest czynne codziennie. Wstęp jest płatny. Przy placówce znajduje się sklep, oferujący wyroby jubilerskie oraz minerały.